# Église Saint-Jude de Hampstead Garden
L'église de Saint-Jude est un édifice religieux anglican qui est église paroissiale d'Hampstead Garden Suburb, un quartier du borough londonien de Barnet situé immédiatement au nord du vieux quartier d'Hampstead (situé, lui, dans le borough voisin de Camden), en Angleterre.